# Beautiful Oblivion
Beautiful Oblivion es el tercer y último álbum de estudio de la banda estadounidense de metalcore Issues. Fue lanzado el 4 de octubre de 2019 a través de Rise Records y fue producido por Howard Benson. El álbum muestra la progresión del grupo al experimentar con otros estilos e influencias musicales, utilizando elementos de nu metal, metal progresivo y djent, e influencias de neo soul, R&B, funk, electrónica y pop. Menos de un año después del lanzamiento del álbum, el cantante Tyler Carter fue despedido en relación con acusaciones de conducta sexual inapropiada; Posteriormente, la banda anunció a finales de 2023 que se separarían luego de tres shows de despedida en 2024.
El álbum fue apoyado por tres sencillos: "Tapping Out", "Drink About It" y "Flexin'". Para promocionar el álbum, la banda realizó una gira como apoyo en la gira Trauma North American de la banda de rock estadounidense I Prevail y se embarcó en una gira mundial como cabeza de cartel en 2019 en los Estados Unidos y el Reino Unido.

## Composición
Beautiful Oblivion es un álbum de nu metal con elementos de metal progresivo y djent, e influencias de neo soul, R&B, funk, electrónica y pop. El álbum es el primer lanzamiento de la banda que no presenta al miembro original y vocalista impuro Michael Bohn, lo que llevó a que aparecieran muchas menos voces gritando en el disco, con la excepción de las voces impuras del guitarrista AJ Rebollo en algunas pistas. Las sesiones de escritura de las canciones del álbum comenzaron ya en 2014, cuando la banda comenzó a revivir antiguas grabaciones de demostración, mientras que las sesiones de grabación se llevaron a cabo entre 2017 y 2019, en Calabasas, California, con el productor Howard Benson. Kris Crummett dejó el cargo de productor y se desempeñó como ingeniero en el disco. Ty "Lophiile" Acord, exmiembro de la banda, ayudó a componer e interpretar sintetizadores y programación para el álbum. Las sesiones de grabación de la banda se vieron muy interrumpidas debido a los incendios forestales de California de 2018, que provocaron que los miembros tuvieran que evacuar en varias ocasiones.

## Lanzamiento y promoción
El 3 de mayo de 2019, la banda lanzó el sencillo principal del álbum, "Tapping Out". El vídeo musical de la canción se estrenó el 26 de junio de 2019. El anuncio del álbum fue el 11 de agosto de 2019, y el segundo sencillo, "Drink About It", fue lanzado acompañado de su video musical al día siguiente. Un tercer sencillo, "Flexin'", una canción pop y funk metal de inspiración disco de 2 minutos y 26 segundos, fue lanzado el 27 de septiembre, junto con su vídeo musical. El 3 de octubre, Rise Records organizó una fiesta para escuchar el álbum en vivo con miembros de la banda dando comentarios sobre las pistas del álbum.
La banda realizó una gira como apoyo en la gira Trauma North American de la banda de rock estadounidense I Prevail, del 24 de abril al 9 de agosto de 2019. La gira Beautiful Oblivion se llevó a cabo en el Reino Unido del 7 al 17 de octubre, con el apoyo de Lotus Eater, y continuó en Norteamérica del 7 de noviembre al 15 de diciembre de 2019, con el apoyo de Polyphia, Sleep Token y Lil Aaron.
El 12 de diciembre de 2019, se reveló que Issues se embarcaría en la gira principal de primavera de 2020 de Dance Gavin Dance con Animals as Leaders, Veil of Maya y Royal Coda en marzo y abril. Esta gira fue pospuesta posteriormente debido a la pandemia de COVID-19.

## Lista de canciones
| N.º | Título                       | Duración |  |
| 1.  | «Here's to You»              | 4:40     |  |
| 2.  | «Drink About It»             | 3:29     |  |
| 3.  | «Find Forever»               | 3:39     |  |
| 4.  | «Tapping Out»                | 3:38     |  |
| 5.  | «Without You»                | 3:02     |  |
| 6.  | «Rain»                       | 2:50     |  |
| 7.  | «Downfall»                   | 3:53     |  |
| 8.  | «Second Best»                | 3:56     |  |
| 9.  | «Get It Right»               | 2:59     |  |
| 10. | «Flexin'»                    | 2:26     |  |
| 11. | «No Problem (Keep It Alive)» | 4:01     |  |
| 12. | «Your Sake»                  | 4:12     |  |
| 13. | «Beautiful Oblivion»         | 3:36     |  |

## Posicionamiento en lista
| Lista (2019)                     | Posición |
| -------------------------------- | -------- |
| Australian Digital Albums (ARIA) | 31       |
| Estados Unidos (Billboard 200)   | 181      |

## Personal
Issues
- Tyler Carter - Voz
- Adrian Rebollo – Guitarra líder, voz gutural
- Skyler Acord – bajo, voces adicionales en "Here's to You"
- Josh Manuel - batería

Músicos adicionales
- Tyler "Scout" Acord: tocadiscos, teclados, sintetizadores, programación